# Phalaenopsis venosa
Espèce
Statut CITES
Phalaenopsis venosa est une espèce de plantes à fleurs de la famille des Orchidaceae (les orchidées) et du genre Phalaenopsis originaire de l'île de Célèbes en Indonésie. L'épithète spécifique venosa, du latin venosus signifiant veiné, se réfère à la coloration des fleurs.

## Description
Les plantes ont généralement des feuilles de 3-5 10-20 cm de long et de 5-7,5 cm de large. Les fleurs de 4-5 cm de large, avec un chapeau de l'anthère verte, sont groupées en inflorescences dressées, ramifiées ou non, avec un rachis aplati. Les spécimens plus âgés peuvent former plusieurs inflorescences à la fois. La base des pétales et des sépales allongés et elliptiques ainsi que la colonne et le labelle sont blancs. La couleur de base des pétales et des sépales jaune verdâtre est presque cachée par la coloration brune et la bande transversale, bien que les veines de la couleur de base restent visibles, ce qui se reflète dans le nom de l'espèce. L'odeur de la fleur est jugée désagréable,,. Le nombre de chromosomes diploïdes est de 2n = 38. Le caryotype est bimodal. Il y a donc des petits et des grands chromosomes. Les grands blocs d'hétérochromatine se trouvent aux extrémités des grands chromosomes métacentriques ou submétacentriques.

## Écologie
Cette espèce vit dans des forêts humides de plaine à des altitudes comprises entre 450 et 1 000 m,.

## Taxonomie
Elle est placée dans la section Amboinenses, car elle est l'espèce frère de Phalaenopsis amboinensis. Elle a un labellum plus large que Phalaenopsis amboinensis.

### Synonymes
Polychilos venosa Shim ex Fowlie est un synonyme de Phalaenopsis venosa Shim & Fowlie.

## Protection de l'espèce
Selon les rapports, elle est en danger d'extinction. Les espèces endémiques de Sulawesi sont menacées par la transformation des habitats en zones résidentielles, plantations, routes et par l'abattage illégal des arbres.